# Kleine pieterman
De kleine pieterman (Echiichthys vipera) is een vis uit de familie van de pietermannen. Het visje behoort tot de giftigste dieren van Europa.

## Namen
- Synoniem: Trachinus vipera
- Nederlands: Kleine pieterman, pukkel
- Engels: Lesser weever
- Frans: Petite vive
- Duits: Viperqueise, Kleiner Petermann, Kleines Vipermännchen

## Kenmerken
De kleine pieterman wordt 10 tot 18 cm lang en heeft een aantal doornige stekels op zijn rugvin.Hij kan 6 tot 12 jaar worden.

## Levenswijze
Het visje eet garnalen, viseitjes en kleine bodemdiertjes.

## Habitat
De kleine pieterman leeft in ondiepe wateren en op zandbanken, waar hij zich ingraaft.

## Verspreiding
De kleine pieterman komt voor in de oostelijke Atlantische Oceaan, de Noordzee en de hele Middellandse Zee. De visjes komen steeds meer voor aan de Belgische en Nederlandse Noordzeekust, onder meer door de opwarming van het zeewater.

## Gevaar voor de mens
De stekels in de voorste rugvin en op de kieuwdeksels bevatten gifklieren, die bij verstoring worden opgezet. Wandelaars of zwemmers raken meestal gewond doordat ze per ongeluk op een ingegraven visje trappen. Wie door een pieterman geprikt wordt, voelt een hevige, brandende pijn rond de steekplaats die zich kan uitbreiden over benen of armen en zonder behandeling weken kan duren. Er kan ook een zwelling en ontsteking ontstaan. Mogelijke symptomen zijn hoofdpijn, hartkloppingen, hoge koorts, duizeligheid en braken. Slachtoffers van de pieterman kunnen zich het best zo snel mogelijk laten verzorgen. De beste remedie is de wond minstens een kwartier onderdompelen in zo heet mogelijk water (natuurlijk zonder brandwonden te veroorzaken), want bij temperaturen boven 40 graden wordt het gif snel afgebroken.